# Скребковий конвеєр

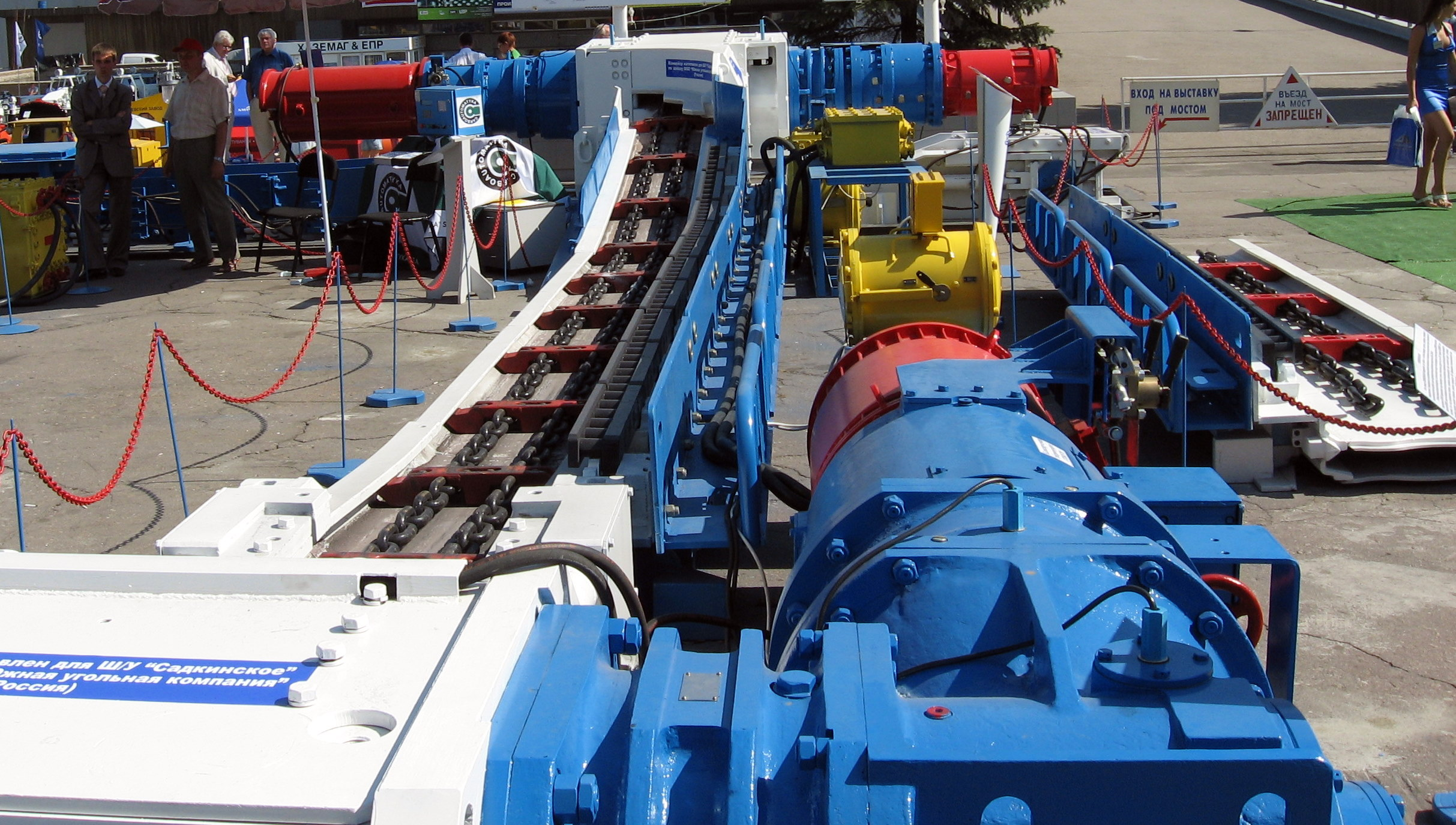
Скребковий конвеєр

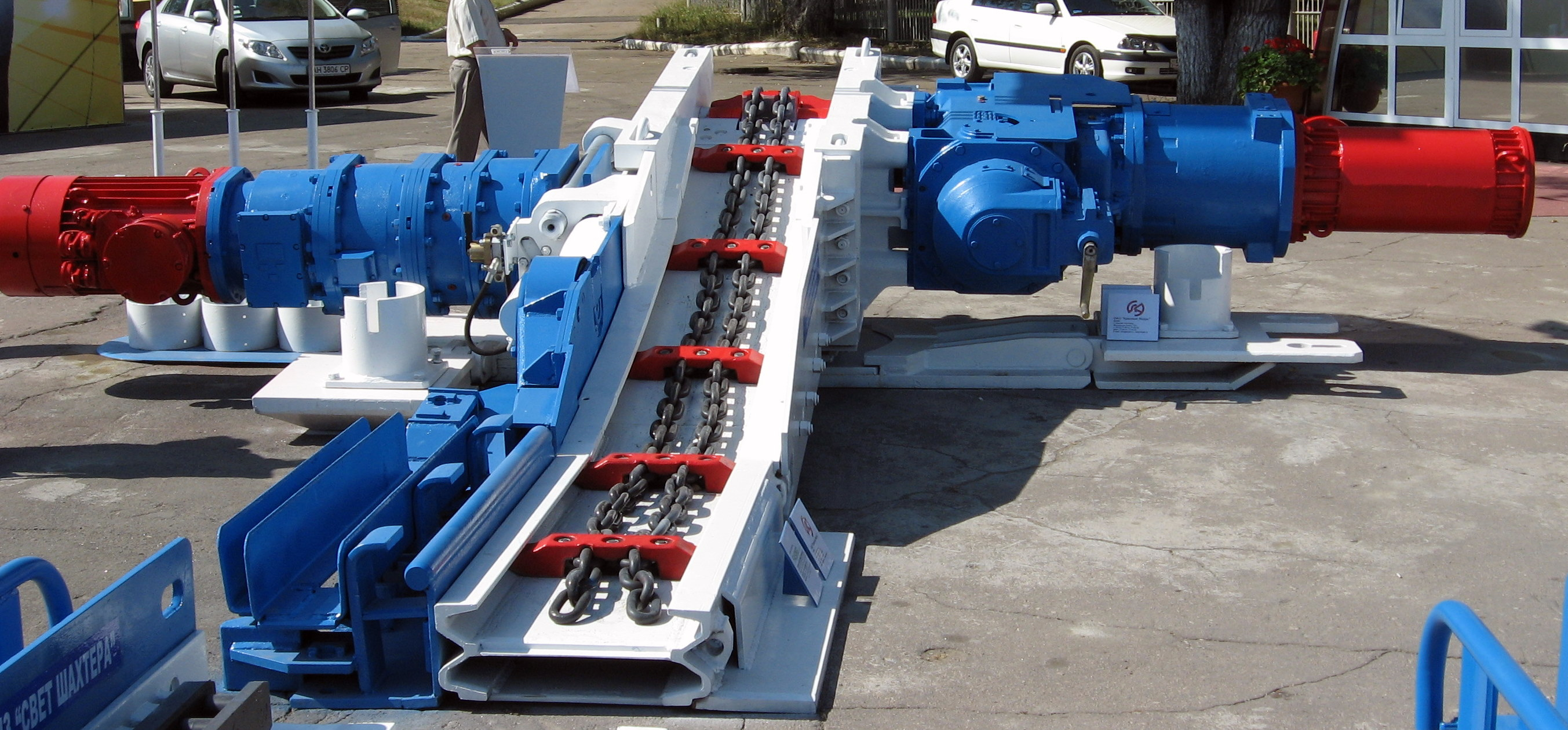
Приводна голівка скребкового конвеєра

Скребковий конвеєр.JPG

Скребковий конвеєр (рос. скребковый конвейер, англ. scraper conveyor, flight conveyor; нім. Kettenkratzerförderer m, Kratz(band)förderer m, Kratzerförderer m) — пристрій для горизонтального або похилого транспортування малоабразивних насипних вантажів, у якому переміщення матеріалу здійснюється по нерухомому жолобу — риштаку за допомогою скребків, закріплених на одному чи кількох тягових ланцюгах з певним кроком і занурених у шар насипного вантажу.

## Загальний опис
Класифікують за призначенням: підземні (для вугільних і рудних шахт), загального призначення (для поверхні шахт і збагачувальних фабрик), спеціальні, що застосовуються у гірничо-транспортних машинах (механізованих бункерах, самохідних вагонах, навантажувальних машинах тощо); за характером виконуваних функцій: доставні, агрегатні, гальмівні (призначені для спуску вугілля по виробках з великим кутом нахилу), скребкові живильники (короткі К.с., наприклад, для видалення висушеного вугілля після термічної сушки); за розміщенням робочої гілки (з верхнім — більшість, з нижнім — рідше); за способом переміщення конструкції (двигун потужністю 22…110 кВт, турбомуфта, редуктор), риштаків, ланцюгів із скребками, кінцевої головки. Осн. одиниці К.с.: постав, тяговий орган, приводна станція і кінцева головка. Постав К.с. збирають з окр. риштаків (довж. 1-2,5 м), які можуть мати дірчасте (щілясте) днище для часткового зневоднення змоченого матеріалу одночасно з його транспортуванням. Приводна станція складається з електродвигуна, муфти (турбомуфти), редуктора і ведучого вала з зірочками. Можлива установка від одного до чотирьох приводних блоків (по два в головній і два в хвостовій частинах). Потужність одного блоку (в залежності від типу К.с. становить 22, 32, 45, 55 і 110 кВт. Кінцеву головку виконують з жорсткою або пересувною кінцевою секцією, забезпеченою ґвинтовим або гідравліч. натяжним пристроєм. Осн. параметри К.с.: макс. продуктивність 300—990 т/год при швидкості руху тягового органу 1-1,5 м/с; сумарна потужність приводів 220—330 кВт; довжина по горизонталі до 350 м; кут нахилу установки до 30о. Ресурс риштакового постава до 700 тис.т вугілля.

## Різновиди
Конвеєр скребковий шахтний, (рос. конвейер скребковый шахтный, англ. scraper conveyor, нім. Grubenkratzerförderer, Kratzforderer m — конвеєр скребковий [Архівовано 26 листопада 2015 у Wayback Machine.] для роботи в умовах шахт. Типи К.с.ш.: розбірний, пересувний, реверсний, нереверсний, гальмовий, гнучкий, прямолінійний та ін. Складові частини та основні деталі К.с.ш.: привод (головний, кінцевий), головка конвеєра, риштаковий постав (жолоб), перехідна секція, чистильник, леміш, борт конвеєра. Застосовується для транспортування вугілля та ін. по очисному вибою, а також для транспортування гірничої маси у надшахтній будові, при проведенні горизонтальних і похилих виробок. При транспортуванні матеріалу угору кут нахилу може досягати 30о, а вниз — не більше 20о. При перевищенні цих меж матеріал, що транспортується, починає пересипатися через скребки. При куті нахилу 20…60о гірничу масу під спуск переміщують установками в гальмівному режимі. Продуктивність К.с.ш. 120—300(600) т/год, довжина 120—300 м. Виробники в Україні: харківський завод «Світло шахтаря», Львівський конвеєро-будівний завод та ін.

## Застосування
Скребкові шахтні конвейєри використовують при проведенні одно- або двоколійних горизонтальних і похилих гірничих виробок. За своїми конструктивними і експлуатаційними властивостями вони найповніше відповідають складним умовам праці у підготовчих забоях. Перші такі установки, введені в дію в 1937 р., відрізнялись невеликою довжиною (З0 м) і малою продуктивністю (36 т/год), але уже до 1940 р. ці параметри зросли до 70 м і 60 т/год, а після Великої Вітчизняної війни на Анжерському і Харківському заводах вугільного машинобудування був налагоджений випуск конвейєрів з показниками відповідно 120 м і 100 т/год. Зараз при будівництві підземних споруд (шахт) застосовують різні типи скребкових конвейєрів, продуктивність яких досягає 600 т/год.